# 溫血馬

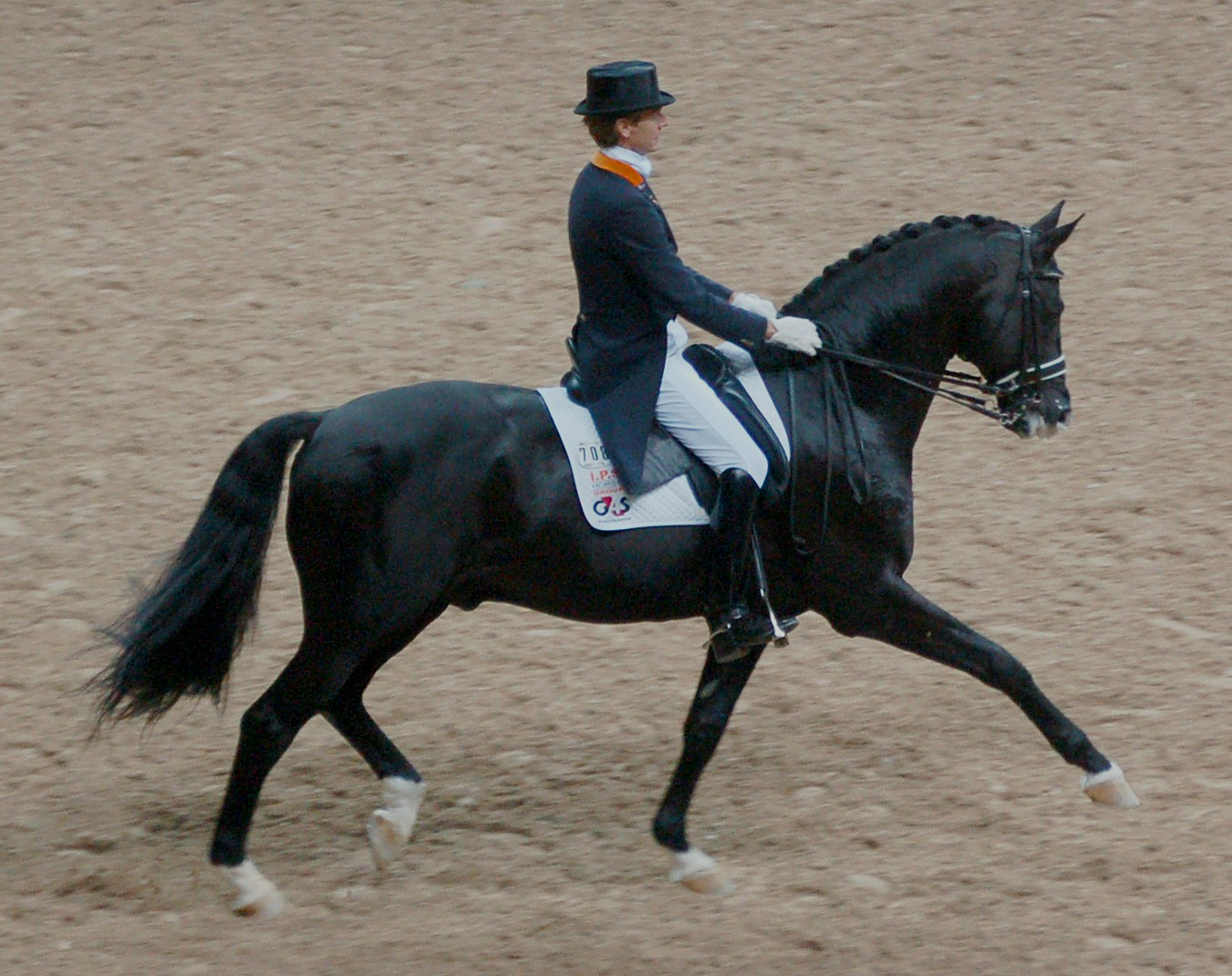
溫血馬

温血马是人們對一些反應速度中等、體型中等的马的統稱，主要起源于欧洲。而反應速度快和反應速度慢的馬分別叫作热血马和冷血马。馬術運動中的很多馬都是溫血馬。